# Heinrich Balduin von Schenck
Heinrich Balduin Freiherr von Schenck (* 29. Mai 1666 in Oberheiligenhoven bei Lindlar; † 1736, begraben Recklinghausen) war ein königlich-polnischer und kurfürstlich-sächsischer Geheimer Rat und Akziserat sowie von 1733 bis 1734 Oberhofmeister des Kurprinzen von Sachsen.

## Leben
Heinrich Balduin von Schenck stammte aus dem alten rheinischen Adelsgeschlecht Schenk von Nideggen.
Im Dienst der Wettiner war er 1710 bis 1714 Gesandter Kursachsens bei Kurpfalz, spätestens seit 1723 Geheimer Rat und 1723 bis zu seiner Abberufung 1729 Gesandter bei Kurköln.
Er war Ritter des Ritterordens vom Heiligen Michael (ab 1731) sowie Freimaurer und verheiratet mit Franziska Bernhardine von Galen (* 1677; † 1737).